# Giovan Battista Recco

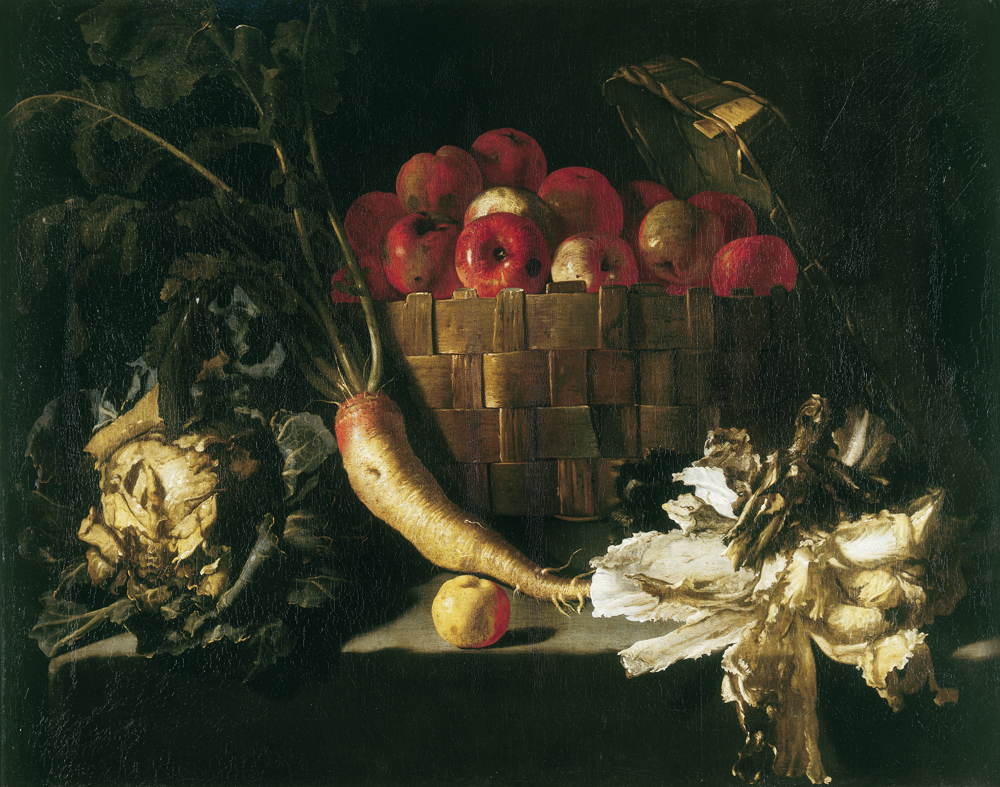
Giovan Battista Recco (env 1615-1660)
Nature morte aux pommes, choux, panais et laitue

Giovan Battista Recco (né à Naples en 1615, mort en 1660) est un peintre italien du XVIIe siècle spécialisé dans les natures mortes, appartenant à l'école napolitaine.

## Biographie
Giovanni Battista Recco est, selon les sources, le frère aîné ou l'oncle de Giuseppe Recco qui apprend la peinture à ses côtés.
Giovanni Battista Recco peint essentiellement des natures mortes, des poissons, fruits de mer et crustacés.

## Œuvres[1]
Connu surtout pour ses natures mortes de poissons, crustacés et fruits de mer dans lesquelles il excellait : 
- Musée des beaux-arts et d'archéologie de Besançon
- Nationalmuseum de Stockholm
- Galerie Canesso à Paris,

ainsi que pour ses intérieurs de cuisine et ses garde-manger avec des fruits et des légumes :
- Rijksmuseum d'Amsterdam
- Musée Capodimonte de Naples
  - vers 1640, en collaboration avec Francesco Fracanzano
  - Nature morte aux légumes, v. 1650, huile sur toile, 50 × 76 cm[2]
- Rome, collection Rappini
- Crémone, collection particulière
- Compton Verney Art Gallery (en anglais) Warwickshire, Angleterre : Nature morte aux pommes, choux, panais et laitue

Il peignit aussi du gibier (Nature-morte à la tête de bélier, musée Capodimonte de Naples) ainsi que des allégories des cinq sens.
Il signait et datait parfois ses œuvres, essentiellement vers 1653 - 1654, autrement elles figurent dans les inventaires des collections napolitaines sous le diminutif de "Titta".
«Son style naturaliste, inspiré de la vie quotidienne et de la peinture espagnole, emploie un clair-obscur contrasté, des effets de lumière et de reflets recherchés, tout en restant sensible aux problèmes de la couleur.»

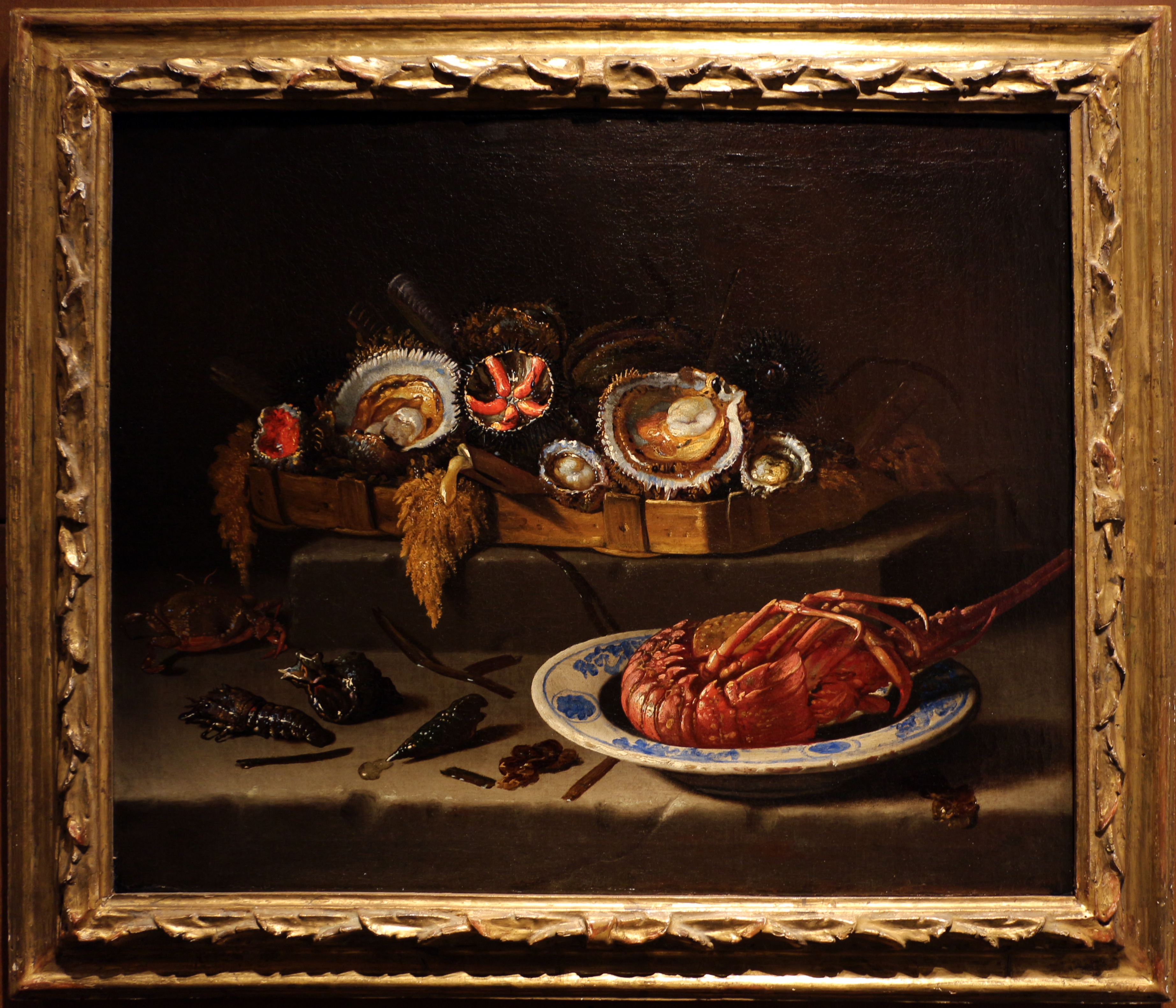
Nature morte aux crustacés & fruits de mer, vers 1645
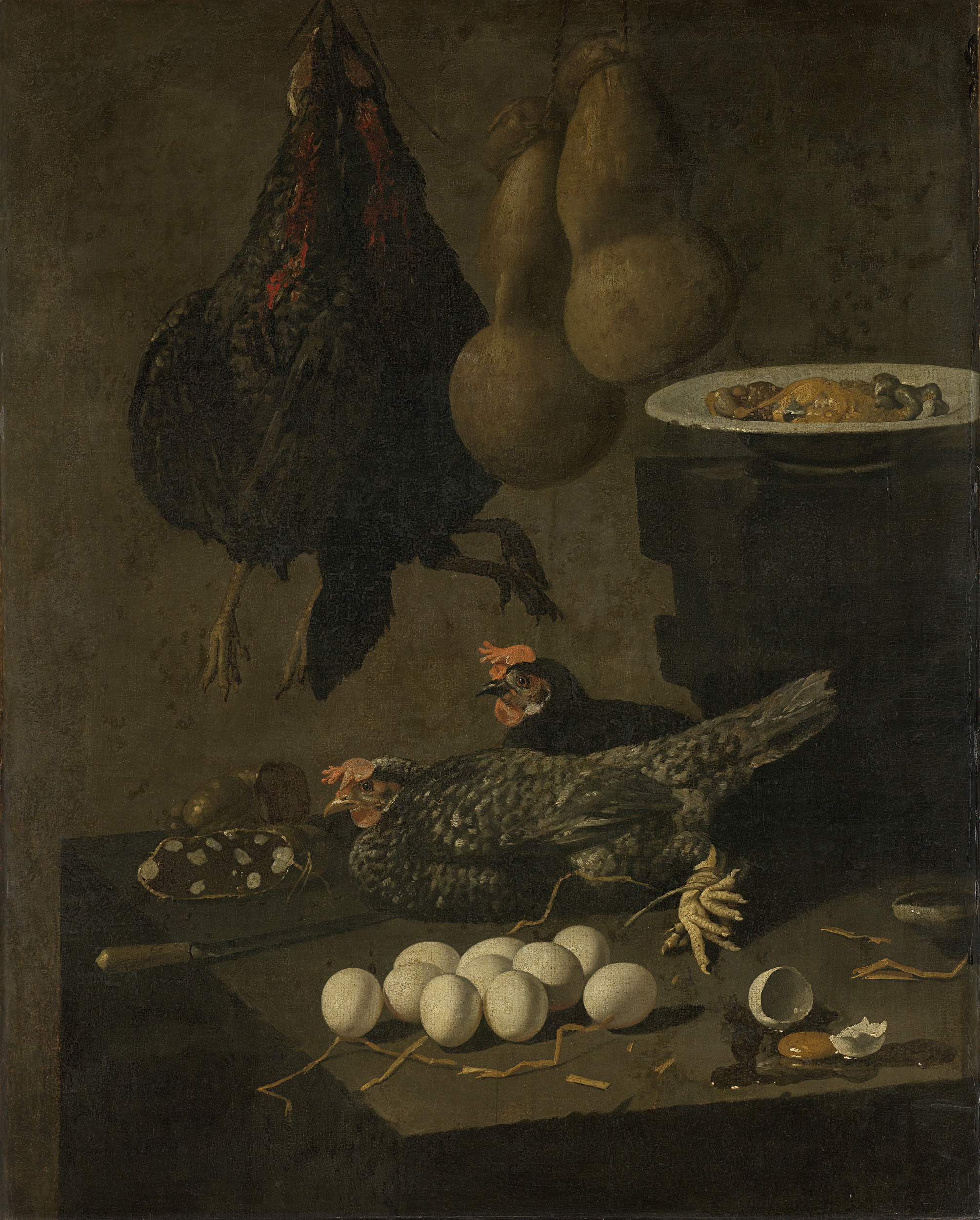
Nature morte avec poulets & œufs, Rijksmuseum d'Amsterdam
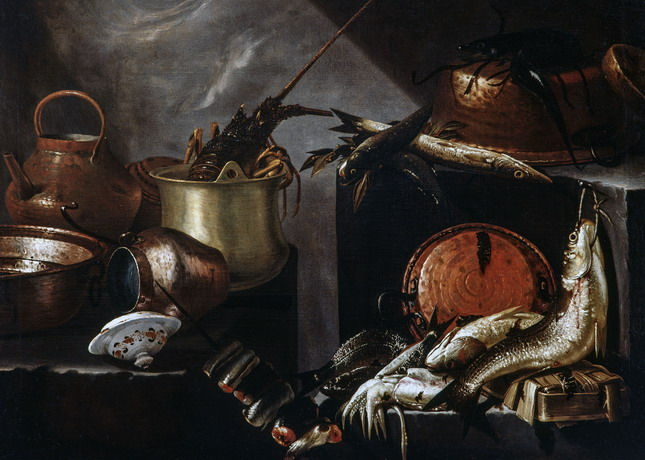
Nature morte aux poissons et crustacés

### Source
- L'Âge d'or de la peinture à Naples, ouvrage collectif, LIENART, 2015, p. 151  (ISBN 978-2-35906-140-6)